# Ах! Эти прекрасные вакханки
«Ах! Эти прекрасные вакханки» (фр. Ah! Les belles bacchantes) — итало-французская комедия с участием Луи де Фюнеса.

## Сюжет
Комиссар полиции Лебеф (Луи де Фюнес) очень консервативен, и поэтому его не может не волновать падение нравов во Франции. Узнав о готовящейся премьере шоу «Ах! Эти прекрасные вакханки», Лебеф отправляется в театр-варьете, чтобы выяснить, не скрывается ли за этим подозрительным названием некое непристойное действо.
Главный режиссёр театра, поверив в придуманную историю о скрывающемся в труппе преступнике, разрешает Лебефу участвовать в репетиции. Подозрения комиссара подтверждаются — шоу действительно более чем откровенно с точки зрения морали. Полуодетые манекенщицы сменяются почти нагими танцовщицами, один номер фривольнее другого. Но постепенно репетиция настолько захватывает Лебефа, что к её концу от консервативности комиссара не остается и следа.

## В ролях
- Робер Дери — Робер Дери
- Колетт Броссе — Колетт
- Луи де Фюнес — Лебеф
- Мишель Серро — музыкант
- Жаклин Майан — директор театра
- Франсис Бланш — тенор Гарибалдо Тронше
- Жерар Калви — руководитель оркестра
- Жак Жунно — Жозеф Далмар, режиссёр
- Раймон Бюсейре

## Съёмочная группа
- Сценаристы:
  - Франсис Бланш
  - Робер Дери
  - Жан Лубиньяк
- Режиссёр: Жан Лубиньяк
- Продюсеры:
  - Эдгар Баке
  - Эмиль Флавэн
- Композитор: Жерар Калви
- Оператор: Рене Кола
- Хореограф: Колетт Броссе

## Съёмки и прокат
- Для съёмок фильма были привлечены самые лучшие модели и танцовщицы варьете Франции.
- В роли руководителя оркестра снялся автор музыки к фильму композитор Жерар Калви (в титрах не обозначен).
- В России фильм выпускался дистрибьютором «ОРТ-Видео» (видеостарт: 19 февраля 2001 года).
- В прокатном удостоверении для показа в России есть возрастные ограничения: «Зрителям старше 14 лет».
- В Финляндии фильм вообще не был допущен к показу из-за обилия откровенных сцен.